# Clarence Lidington
Clarence Lidington (Toronto, 7 novembre 1880 – Detroit, 20 febbraio 1940) è stato un ginnasta e multiplista statunitense.

## Carriera
Lidington partecipò ai Giochi olimpici di Saint Louis 1904 nelle gare di triathlon e ginnastica. Giunse dodicesimo nel concorso a squadre, novantesimo nel concorso generale individuale, trentaseiesimo nel triathlon e centoottesimo nel concorso a tre eventi.